# Acqua azzurra, acqua chiara/Dieci ragazze
Acqua azzurra, acqua chiara/Dieci ragazze è il sesto singolo da interprete del cantautore Lucio Battisti, scritto da Battisti, Mogol, Ascer e Marco Sbarrini, pubblicato in Italia nel 1969.

## Descrizione
Inizialmente il singolo doveva contenere i brani in ordine inverso, in quanto Battisti e Mogol ritenevano più adatta ad essere lanciata la canzone Dieci ragazze. I due brani vennero fatti ascoltare in anteprima a Renzo Arbore, probabilmente per i preparativi preliminari della partecipazione di Battisti a una trasmissione televisiva di Arbore, Speciale per voi (avvenuta poi il 15 aprile 1969), dove Battisti doveva lanciare una delle due canzoni. Arbore, impressionato dalla bellezza di Acqua azzurra, acqua chiara convinse gli autori a lanciarla e quindi a invertire la posizione dei due brani nel singolo.
I due brani, editi in mono su singolo, apparvero per la prima volta in versione stereofonica nel luglio 1970 nella raccolta in cassetta Lucio Battisti Vol. 2, quindi alla fine dell'anno vennero inclusi nell'album Emozioni.

### Acqua azzurra, acqua chiara
Con "Acqua azzurra, acqua chiara" Battisti realizza uno dei tormentoni dell'estate di quell'anno, arrivando terzo al Cantagiro 1969 con 861 voti e vincendo il Festivalbar con 343.984 preferenze, distaccando i Camaleonti, secondi classificati, di quasi 50.000 voti.
Sempre nel 1969 Rino Gionchetta incide una cover del brano (Junior, JR 0045).
È citata nell'adattamento italiano del manga di One Piece di Eiichiro Oda, mentre Rufy e Usopp bevono dell'acqua da delle botti.
Nel 1973 Paola Orlandi incide la sua cover per la raccolta Piccola storia della Canzone Italiana (RAI Radiotelevisione Italiana, 0205-0206).
Nel 1997 la Formula 3 incide una cover per l'album La Formula 3 a Sarabanda (NAR, NAR 2075-4).
Nel 2009 la cantante Svetlana Černych realizza una cover in russo dal titolo Дорогой мой долгожданный (Dorogoj moj dolgoždannyj) inserita nell'album Čerhnych poët Battisti.

### Dieci ragazze
Il brano, dal ritmo veloce e accattivante, raggiunse rapidamente una notevole popolarità e ancora oggi gode di una certa notorietà nel repertorio di Battisti.
Il testo della canzone ha come protagonista un uomo che, non ricambiato dalla donna che ama, cerca di dimenticarla per smettere di soffrire, circondandosi di "dieci ragazze" e rivolgendosi epicureamente all'amore solo come atto fisico e non come sentimento. Ma alla fine, anche se ha una ragazza per il giorno e una per la notte, disposte a fare di tutto per lui, è costretto ad ammettere che muore per il suo grande amore che non può avere.
Come analizzato da Gianfranco Manfredi nel suo saggio del 1979, la frase «labbra rosse sulle quali morire» è un riferimento al sesso orale; l'uso del verbo "morire" per significare l'orgasmo maschile si ritrova anche in altri testi scritti da Mogol in quel periodo (su tutti Il tempo di morire e Dio mio no), e rientra nel rapporto tra l'orgasmo e la morte, un tema ricorrente della sua poetica.

### Copertina
Per la copertina del singolo è stato utilizzato uno scatto dalle sessioni fotografiche per l'LP precedente Lucio Battisti.

## Hit parade
- Il singolo raggiunse il quarto posto della classifica italiana. Fu il 19º singolo più venduto del 1969[9]

| Nº | Settimana      | Posizione |
| -- | -------------- | --------- |
| 1  | 24 maggio 1969 | 8         |
| 2  | 31 maggio 1969 | 8         |
| 3  | 7 giugno 1969  | 4         |
| 4  | 14 giugno 1969 | 4         |
| 5  | 21 giugno 1969 | 5         |
| 6  | 28 giugno 1969 | 4         |
| 7  | 5 luglio 1969  | 7         |
| 8  | 12 luglio 1969 | 7         |
| 9  | 19 luglio 1969 | 8         |
| 10 | 26 luglio 1969 | 9         |
| 11 | 2 agosto 1969  | 10        |
| 12 | 9 agosto 1969  | 9         |

## Tracce
Lato A
Testi di Mogol, musiche di Lucio Battisti.
1. Acqua azzurra, acqua chiara – 3:38 (edizioni musicali Fama e El' & Chris)

Lato B
Testi di Mogol, musiche di Lucio Battisti.
1. Dieci ragazze – 2:59 (edizioni musicali Fama e El' & Chris)

## Musicisti
Tra i musicisti che hanno suonato nel disco, oltre ad alcuni collaboratori abituali di Battisti come Alberto Radius, Franz Di Cioccio o Damiano Dattoli, si segnala in Acqua azzurra, acqua chiara la sezione fiati del gruppo canadese Chriss & The Stroke, che in quel periodo come molti altri gruppi beat soggiornava in Italia incidendo per la Durium (Ricordi); gli arrangiamenti e la direzione d'orchestra sono invece curati da Detto Mariano.
- Lucio Battisti: voce, chitarra, tamburello e cori
- Franco Mussida: chitarra acustica
- Andrea Sacchi: chitarra elettrica
- Alberto Radius: chitarra elettrica
- Franz Di Cioccio: batteria
- Damiano Dattoli: basso
- Alberto Baldan Bembo: organo
- Flavio Premoli: pianoforte
- Chriss & The Stroke: fiati in Acqua azzurra, acqua chiara; in particolare[11]:
  - Rocky Ferrari: trombone
  - Tom Sheret: sax alto
  - Andy Kirk: sax baritono, tromba
  - Enzo Perruzza: sax baritono
- I Musical: cori
- 4+4 di Nora Orlandi: cori